# ألسينو
ألسينو (بالإيطالية: Alseno)‏ هي بلدية في مقاطعة بياتشنزا في إقليم إميليا رومانيا الإيطالي.

## السكان
في سنة 1861 بلغ عدد السكان 3٬987 نسمة، وتطور العدد ليصل في سنة 2011 لـ 4٬823 نسمة.
يظهر هذا المخطط البياني تطور النمو السكاني لـ ألسينو